# Альтенбокум, Ян Казимир
Ян Казимир де Альтен Бокум (1666 — 30 июня 1721, Бышвалд) — римско-католический и государственный деятель Речи Посполитой, епископ пшемысльский (1701—1718) и хелминский (1719—1721), подканцлер коронный (1712—1721). Апостольский администратор Помезанской епархии, секретарь королевский.

## Биография
Представитель польского дворянского рода Бокумов герба «Кушаба». Сын Иоганна Генриха фон Альтенбокума, выходца из среды вестфальского дворянства, и его польской жены Констанции Браницкой.
В конце 1690—1691 годах — секретарь польского короля Яна III Собеского, осуществил множество дипломатических миссий. В 1696 году на элекционном сейме поддержал кандидатуру саксонского курфюрста Августа Сильного на польский королевский престол. В награду Август Сильный пожаловал ему должность секретаря великого коронного.
В 1701 году Ян Казимир Бокум получил сан епископа пшемысльского. Его сестра Урсула Екатерине Бокум была тогда любовницей короля, что способствовало карьерному росту Яна Казимира. В 1702 году был предложен королём Августом Сильным на кафедру епископа краковского, но не получил одобрение папы римского.
В 1704 году Ян Казимир Бокум стал членом Сандомирской конфедерации, созданной в поддержку Августа Сильного. В 1712 году он получил должность подканцлера коронного. В результате конфликтов с пшемысльским капитулом 27 июня 1718 года был переведен на должность епископа хелминского.
В 1718—1721 годах он занимал должность апостольского администратора Помезанской епархии.